# Bisdom Jabalpur
Het bisdom Jabalpur (Latijn: Dioecesis Iabalpurensis) is een rooms-katholiek bisdom met als zetel Indore, in India. Het bisdom is suffragaan aan het aartsbisdom Bhopal. 

## Geschiedenis
Het bisdom werd opgericht op 18 juli 1931, als de apostolische prefectuur Jubbulpore, uit delen van de bisdommen Allahabad en Nagpur, en was suffragaan aan het aartsbisdom Madras. Op 21 oktober 1950 veranderde het van naam naar apostolische prefectuur Jabalpur. Op 19 september 1953 wisselde het van kerkprovincie en werd suffragaan aan het nieuw verheven aartsbisdom Nagpur. Op 5 juli 1954 werd het verheven tot bisdom. Op 13 september 1963 wisselde het van kerkprovincie en werd suffragaan aan het nieuw opgerichte aartsbisdom Bhopal. 

## Parochies
Het bisdom had in 2021 een oppervlakte van 52.980 km2 en telde 10.500.000 inwoners waarvan 0,3% rooms-katholiek was.

## Bisschoppen
- Conrad Dubbelman (prefect: 29 mei 1933 - 18 juli 1954, bisschop: 18 juli 1954 - 17 december 1965)
- Leobard D’Souza (17 december 1965 - 1 juli 1975; coadjutor sinds 12 november 1964)
- Théophane Matthew Thannickunnel (1 maart 1976 - 16 mei 2001)
- Gerald Almeida (16 mei 2001 - 13 januari 2024; coadjutor sinds 20 mei 1997)
- Valan Arasu (13 januari 2024 - heden)

Bhopal (aartsbisdom) · Gwalior · Indore · Jabalpur · Jhabua · Khandwa · Sagar (Syro-Malabar) · Satna (Syro-Malabar) · Ujjain (Syro-Malabar)